# Far Out Remixes
Far Out Remixes je album remiksov slovenskega pianista in producenta Bowraina, ki je izšel 5. marca 2017. Album vsebuje remikse pesmi z njegovega albuma Far Out (2014).

## Seznam pesmi
| Št.             | Naslov                           | Dolžina |
| --------------- | -------------------------------- | ------- |
| 1.              | „Words‟ (Kleemar remix)          | 3:36    |
| 2.              | „Breathe‟ (ENKA remix)           | 4:11    |
| 3.              | „Think Twice‟ (Žiga Murko remix) | 3:44    |
| 4.              | „Now‟ (JUNEsHELEN remix)         | 4:53    |
| 5.              | „Fresh‟ (Elisa Batti remix)      | 4:22    |
| 6.              | „Far Out‟ (UM remix)             | 6:32    |
| 7.              | „Breathe‟ (Junzi Likes It remix) | 8:06    |
| Skupna dolžina: | Skupna dolžina:                  | 35:28   |

## Zasedba
Tehnično osebje
- Gregor Zemljič – mastering
- Jaša Mrevlje - Pollak – oblikovanje
- Meta Grgurevič – oblikovanje